# Ciclismo nos Jogos Olímpicos de Verão de 1900 - Velocidade masculino
A prova de Velocidade do ciclismo nos Jogos Olímpicos de Verão de 1900 ocorreu entre 11 e 13 de setembro. 69 ciclistas de seis países disputaram a prova.

## Medalhistas
| Ouro   | FRA Georges Taillandier |
| Prata  | FRA Fernand Sanz        |
| Bronze | USA John Henry Lake     |

## Resultados

### Primeira fase
| Eliminatória 1 | Eliminatória 1         | Eliminatória 1 |
| Pos.           | Ciclista               | Tempo          |
| -------------- | ---------------------- | -------------- |
| 1              | FRA Louis Hildebrand   | 1:34.2 (15.4)  |
| 2              | ITA Giacomo Stratta    | Desconhecido   |
| 3              | FRA Ferdinand Vasserot | Desconhecido   |
| 4-8            | FRA Dubois             | Desconhecido   |
| 4-8            | FRA Dubourdien         | Desconhecido   |
| 4-8            | FRA L. Dumont          | Desconhecido   |
| 4-8            | BOH František Hirsch   | Desconhecido   |
| 4-8            | FRA Pouget             | Desconhecido   |

| Eliminatória 2 | Eliminatória 2 | Eliminatória 2 |
| Pos.           | Ciclista       | Tempo          |
| -------------- | -------------- | -------------- |
| 1              | FRA Cayron     | 1:34.2 (14.2)  |
| 2              | FRA Coindre    | Desconhecido   |
| 3              | FRA Daumain    | Desconhecido   |
| 4-8            | FRA Bouinois   | Desconhecido   |
| 4-8            | ITA Carlo Buni | Desconhecido   |
| 4-8            | FRA Saignier   | Desconhecido   |
| 4-8            | FRA Vadblad    | Desconhecido   |
| 4-8            | ITA Vianzino   | Desconhecido   |

| Eliminatória 3 | Eliminatória 3   | Eliminatória 3 |
| Pos.           | Ciclista         | Tempo          |
| -------------- | ---------------- | -------------- |
| 1              | GER Paul Gottron | 1:32.4 (14.4)  |
| 2              | FRA Fernand Sanz | Desconhecido   |
| 3              | FRA Rosso        | Desconhecido   |
| 4-8            | FRA Amberger     | Desconhecido   |
| 4-8            | FRA L. Boyer     | Desconhecido   |
| 4-8            | FRA Neursuth     | Desconhecido   |
| 4-8            | FRA A. Roger     | Desconhecido   |
| 4-8            | FRA Ruez         | Desconhecido   |

| Eliminatória 4 | Eliminatória 4            | Eliminatória 4 |
| Pos.           | Ciclista                  | Tempo          |
| -------------- | ------------------------- | -------------- |
| 1              | FRA Legrain               | 1:30.4 (14.4)  |
| 2              | ITA Ernesto Mario Brusoni | Desconhecido   |
| 3              | FRA Fras                  | Desconhecido   |
| 4-8            | FRA Omer Beaugendre       | Desconhecido   |
| 4-8            | FRA Coisy                 | Desconhecido   |
| 4-8            | FRA Franzen               | Desconhecido   |
| 4-8            | FRA Pichard               | Desconhecido   |
| 4-8            | FRA L. Saunière           | Desconhecido   |

| Eliminatória 5 | Eliminatória 5  | Eliminatória 5 |
| Pos.           | Ciclista        | Tempo          |
| -------------- | --------------- | -------------- |
| 1              | FRA Maissonave  | 1:35.8 (14.4)  |
| 2              | FRA Will Davis  | Desconhecido   |
| 3              | FRA Chaput      | Desconhecido   |
| 4-8            | FRA F. Boulmant | Desconhecido   |
| 4-8            | GER Drescher    | Desconhecido   |
| 4-8            | FRA Guillot     | Desconhecido   |
| 4-8            | FRA Lohner      | Desconhecido   |
| 4-8            | FRA Longchamp   | Desconhecido   |

| Eliminatória 6 | Eliminatória 6      | Eliminatória 6 |
| Pos.           | Ciclista            | Tempo          |
| -------------- | ------------------- | -------------- |
| 1              | USA John Henry Lake | 1:35.8 (14.0)  |
| 2              | FRA Espeit          | Desconhecido   |
| 3              | FRA Bullier         | Desconhecido   |
| 4-8            | FRA Bérard          | Desconhecido   |
| 4-8            | FRA Bertrand        | Desconhecido   |
| 4-8            | FRA Chalupa         | Desconhecido   |
| 4-8            | ITA Droëtti         | Desconhecido   |
| 4-8            | FRA Stertz          | Desconhecido   |

| Eliminatória 7 | Eliminatória 7          | Eliminatória 7 |
| Pos.           | Ciclista                | Tempo          |
| -------------- | ----------------------- | -------------- |
| 1              | FRA Georges Taillandier | 1:36.8 (15.0)  |
| 2              | FRA Dohis               | Desconhecido   |
| 3              | FRA Germain             | Desconhecido   |
| 4-7            | FRA Augoyat             | Desconhecido   |
| 4-7            | FRA Bessing             | Desconhecido   |
| 4-7            | ITA Luigi Colombo       | Desconhecido   |
| 4-7            | FRA Monniot             | Desconhecido   |

| Eliminatória 8 | Eliminatória 8   | Eliminatória 8 |
| Pos.           | Ciclista         | Tempo          |
| -------------- | ---------------- | -------------- |
| 1              | GER Karl Duill   | 1:35.4 (14.4)  |
| 2              | FRA F. Ponscarme | Desconhecido   |
| 3              | FRA Thomann      | Desconhecido   |
| 4-6            | FRA Maibaum      | Desconhecido   |
| 4-6            | FRA Pilton       | Desconhecido   |
| 4-6            | FRA Terrier      | Desconhecido   |
| —              | FRA Porcher      | DSQ            |

| Eliminatória 9 | Eliminatória 9       | Eliminatória 9 |
| Pos.           | Ciclista             | Tempo          |
| -------------- | -------------------- | -------------- |
| 1              | ITA Antonio Restelli | 1:37.6 (13.6)  |
| 2              | BEL Vincent          | Desconhecido   |
| 3              | FRA J. Mallet        | Desconhecido   |
| 4-5            | FRA Caillet          | Desconhecido   |
| 4-5            | FRA Mossmann         | Desconhecido   |
| —              | FRA P. Hubault       | DNF            |
| —              | FRA Wick             | DNF            |

### Quartas-de-final
| Quartas-de-final 1 | Quartas-de-final 1  | Quartas-de-final 1 |
| Pos.               | Ciclista            | Tempo              |
| ------------------ | ------------------- | ------------------ |
| 1                  | USA John Henry Lake | 2:02.0 (13.2)      |
| 2                  | ITA Giacomo Stratta | Desconhecido       |
| 3                  | FRA Chaput          | Desconhecido       |

| Quartas-de-final 2 | Quartas-de-final 2 | Quartas-de-final 2 |
| Pos.               | Ciclista           | Tempo              |
| ------------------ | ------------------ | ------------------ |
| 1                  | FRA Fernand Sanz   | 2:00.0 (14.0)      |
| 2                  | FRA Bullier        | Desconhecido       |
| 3                  | FRA Rosso          | Desconhecido       |

| Quartas-de-final 3 | Quartas-de-final 3 | Quartas-de-final 3 |
| Pos.               | Ciclista           | Tempo              |
| ------------------ | ------------------ | ------------------ |
| 1                  | FRA Coindre        | 1:50.0 (14.4)      |
| 2                  | GER Karl Duill     | Desconhecido       |
| 3                  | FRA Germain        | Desconhecido       |

| Quartas-de-final 4 | Quartas-de-final 4   | Quartas-de-final 4 |
| Pos.               | Ciclista             | Tempo              |
| ------------------ | -------------------- | ------------------ |
| 1                  | ITA Antonio Restelli | 1:52.4 (13.0)      |
| 2                  | FRA Louis Hildebrand | Desconhecido       |
| 3                  | FRA Daumain          | Desconhecido       |

| Quartas-de-final 5 | Quartas-de-final 5      | Quartas-de-final 5 |
| Pos.               | Ciclista                | Tempo              |
| ------------------ | ----------------------- | ------------------ |
| 1                  | FRA Georges Taillandier | 2:00.6 (12.6)      |
| 2                  | BEL Vincent             | Desconhecido       |
| 3                  | FRA Thomann             | Desconhecido       |

| Quartas-de-final 6 | Quartas-de-final 6        | Quartas-de-final 6 |
| Pos.               | Ciclista                  | Tempo              |
| ------------------ | ------------------------- | ------------------ |
| 1                  | FRA J. Mallet             | 2:45.0             |
| 2                  | ITA Ernesto Mario Brusoni | Desconhecido       |
| 3                  | FRA Fras                  | Desconhecido       |

| Quartas-de-final 7 | Quartas-de-final 7 | Quartas-de-final 7 |
| Pos.               | Ciclista           | Tempo              |
| ------------------ | ------------------ | ------------------ |
| 1                  | FRA Maissonnave    | 1:49.2 (14.2)      |
| 2                  | FRA F. Ponscarme   | Desconhecido       |
| 3                  | FRA Espeit         | Desconhecido       |

| Quartas-de-final 8 | Quartas-de-final 8     | Quartas-de-final 8 |
| Pos.               | Ciclista               | Tempo              |
| ------------------ | ---------------------- | ------------------ |
| 1                  | FRA Ferdinand Vasserot | 2:21.6 (14.2)      |
| 2                  | FRA Dohis              | Desconhecido       |
| 3                  | FRA Will Davis         | Desconhecido       |

| Quartas-de-final 9 | Quartas-de-final 9 | Quartas-de-final 9 |
| Pos.               | Ciclista           | Tempo              |
| ------------------ | ------------------ | ------------------ |
| 1                  | FRA Legrain        | 2:57.4 (13.8)      |
| 2                  | GER Paul Gottron   | Desconhecido       |
| 3                  | FRA Cayron         | Desconhecido       |

### Semifinais
| Semifinal 1 | Semifinal 1            | Semifinal 1   |
| Pos.        | Ciclista               | Tempo         |
| ----------- | ---------------------- | ------------- |
| 1           | USA John Henry Lake    | 2:09.6 (13.6) |
| 2           | FRA Ferdinand Vasserot | Desconhecido  |
| 3           | FRA Maissonnave        | Desconhecido  |

| Semifinal 2 | Semifinal 2          | Semifinal 2   |
| Pos.        | Ciclista             | Tempo         |
| ----------- | -------------------- | ------------- |
| 1           | FRA Fernand Sanz     | 2:46.6 (13.4) |
| 2           | ITA Antonio Restelli | Desconhecido  |
| 3           | FRA Coindre          | Desconhecido  |

| Semifinal 3 | Semifinal 3             | Semifinal 3   |
| Pos.        | Ciclista                | Tempo         |
| ----------- | ----------------------- | ------------- |
| 1           | FRA Georges Taillandier | 2:42.6 (14.6) |
| 2           | FRA Legrain             | Desconhecido  |
| 3           | FRA J. Mallet           | Desconhecido  |

### Final
| Pos. | Ciclista                | Tempo         |
| ---- | ----------------------- | ------------- |
|      | FRA Georges Taillandier | 2:52.0 (13.0) |
|      | FRA Fernand Sanz        | Desconhecido  |
|      | USA John Henry Lake     | Desconhecido  |